# Rodolphe Guilland
Rodolphe Joseph Guilland (Lons-le-Saunier, 5 marzo 1888 – Saint-Marcellin, 5 ottobre 1981) è stato un bizantinista francese.

## Biografia
Nato nel 1888, nella sua tesi di laurea scrisse una biografia di Niceforo Gregora. Prese il posto del suo insegnante di studi bizantini Charles Diehl all'Università di Parigi nel 1934 e fino al 1958, anno del suo pensionamento, non cambiò mai occupazione né sede.
Si concentrò principalmente nel periodo tardo imperiale bizantino (1204-1453), e in modo meticoloso sulla dinastia paleologa. Le sue principali aree di ricerca sono state la storia del Gran Palazzo di Costantinopoli, gli incarichi bizantini e l'apparato amministrativo imperiale.

## Opere
Negli anni che vanno dal 1921 al 1980 scrisse 192 articoli sul mondo e sui personaggi bizantini. Molti di questi articoli sono stati raccolti in diverse edizioni:
- (FR) Recherches sur les institute byzantines, Berlino, Akademie Verlag, 1967.[P 1][4]
- (FR) Etudes de topographie de Constantinople byzantine, Berlino, Adolf Hakkert, 1969.[P 2][5]
- (FR) Titres et fonctions de l'Empire byzantin, Londra, Variorum Reprints, 1976.[P 3][6]

### Richiami testuali
1. ↑  Lemerle, p. 181.
2. ↑  Lemerle, pp. 181-182.
3. ↑  Darrouzès, pp. 271-287.
4. ↑  Darrouzès, p. 282.
5. ↑  Darrouzès, p. 283.
6. ↑  Darrouzès, p. 285.

### Precisazioni
1. ↑  Raccolta di 44 articoli sulla storia amministrativa bizantina.
2. ↑  Raccolta di 42 articoli sul Grande Palazzo.
3. ↑  Raccolta di 26 articoli sulla storia amministrativa bizantina.